# Cantata Profana
Cantata Profana (Originaltitel: Oldás és kötés) ist der zweite Langspielfilm des ungarischen Filmemachers Miklós Jancsó und entstand 1963 nach einer Kurzgeschichte von József Lengyel. Der international verbreitete Titel des Films bezieht sich auf das Musikwerk Cantata profana - Die Zauberhirsche (1930) des ungarischen Komponisten Béla Bartók, während der Originaltitel Oldás és kötés wörtlich „Auflösung und Bindung“ bedeutet.

## Handlung
Ambrus ist ein jüngerer Chirurg in einem Budapester Spital, der Unzufriedenheit mit seinem Leben verspürt. Er streift durch Bars und Keller, in denen seine Kumpane Musik hören oder sich Filmkunst vorführen. Aus der großen Stadt kehrt er in seinen Herkunftsort zurück, auf den Hof seines kranken Vaters. In der Natur und Landschaft findet er eine Leere vor, in der er nachdenken kann. Er erfasst die Bedeutung von Familie und Freunden und trifft seinen ehemaligen Lehrer, Professor Ádámfy. Als er nach Budapest zurückfährt, hört er im Autoradio Bartók ein Volksmärchen vorlesen.

## Bewertung
In einer Schau der ungarischen Filmgeschichte meinte Burns (1996), trotz Unebenheiten und zu starkem Bezug auf Antonioni sei Cantata Profana ein Erfolg ungewöhnlicher Art. Der Film bestätige nichts, vielmehr versuche er zu hinterfragen und zu provozieren in einem erweiterten Zusammenhang statt in einem individuellen, selbstbezogenen.